# 烏利亞諾韋 (韋謝利諾韋區)
47°21′32″N 30°55′41″E / 47.35889°N 30.92806°E
烏利亞諾韋（烏克蘭語：Улянове），是烏克蘭南部的村莊，隸屬尼古拉耶夫州的沃茲涅先斯克區。該村始建於1880年，面積0.36平方公里，海拔高度87米，2001年人口53，人口密度每平方公里149.3人。